# Ciuhali, Kremeneț
Ciuhali (în ucraineană Чугалі) este localitatea de reședință a comunei Ciuhali din raionul Kremeneț, regiunea Ternopil, Ucraina.

## Demografie
Componența lingvistică a localității Ciuhali
     Ucraineană (99,29%)
     Alte limbi (0,71%)
Conform recensământului din 2001, majoritatea populației localității Ciuhali era vorbitoare de ucraineană (99,29%), existând în minoritate și vorbitori de alte limbi.